# Vélines
Vélines (44°51′35″B 00°06′33″Đ / 44,85972°B 0,10917°Đ) là một xã, nằm ở tỉnh Dordogne vùng Aquitaine của Pháp. Xã này có diện tích 10,47 km², dân số năm 2004 là 1153 người. Xã nằm ở khu vực có độ cao trung bình 72 m trên mực nước biển.

## Thông tin nhân khẩu
| Năm    | 1962 | 1968 | 1975 | 1982 | 1990  | 1999  | 2004  |
| ------ | ---- | ---- | ---- | ---- | ----- | ----- | ----- |
| Dân số | 838  | 937  | 929  | 918  | 1 068 | 1 093 | 1 153 |